# Hot Potato
Hot Potato è il terzo singolo estratto dall'album Heart Don't Lie della cantautrice e ballerina statunitense La Toya Jackson. Fu pubblicato nel 1984.

## Accoglienza e successo commerciale
Il singolo raggiunse la 43ª posizione nella classifica rhythm and blues di Billboard e alla 38ª di quella dance di Billboard. In Regno Unito conquistò il 92º posto.

## Promozione
La Jackson interpretò questo brano durante il programma televisivo The Fall Guy, trasmesso il 13 febbraio 1984 durante la puntata Rock-a-Bye Baby;
lo ripropose anche nella puntata del programma tv Solid Gold dell'8 settembre 1984.

## Tracce
1. Hot Potato (Album Version) – 4:40
2. Hot Potato (7" Version) – 3:39
3. Hot Potato (Extended Version) – 6:29
4. Hot Potato (Dub Version) – 5:56
5. Hot Potato (Vocal Version) – 6:29